# Poplin
Poplin är ett hårt, tätt tyg vävt i tuskaft. Ursprungligen tillverkades poplin av varp av silke och inslag (väften) av ullgarn, men idag görs poplin av ull, bomull, silke eller viskos. Poplin används i bland annat klänningar, skjortor och jackor. Varp och inslag kan ha samma grovlek på tråden med tätare varp än inslaget, alternativt att varpen är i finare tråd än inslaget. Detta ger ett finribbat utseende.

## Etymologi
Termen "poplin" kommer från det franska ordet papalin, (som betyder ”av påven”) för ett tyg tillverkat i Avignon, Frankrike på 1400-talet, som var ett påvligt residens under påvedömet i Avignon, med varp av siden och inslag av tvinnad ull. Enligt andra källor var det ett fint ulltyg tillverkat exklusivt för påvens kläder. Fram till 1900-talet användes poplin till klädesplagg av silke, bomull eller ull och möbelklädsel.

## Karakteristik
Poplin är ett "genombrutet tyg" tillverkat i den ribbade varianten av tuskaft. Ribbning eller räfflor, som löper från sida till sida av tyget, uppträder genom vävning över en varp av fina trådar – till exempel siden eller nylon - och ett inslag av grövre trådar såsom bomull, polyester eller ull.

## Vanliga användningsområden
Poplin är ett mångsidigt tyg, tack vare flexibiliteten att blanda fibrer under tillverkningen; det är ett av de mest blandade tygerna. Tygets vikt varierar med fiberinnehållet och trådarnas storlek och vridning. Användningen beror på kvalitet, sammansättning och vikt.
Förutom att vara mångsidigt är poplin tåligt och säljs i en mängd olika prislägen: en poplin av bomull-nylon används för att göra vardagskjolar, byxor och jackor för män; en bomullspoplin för klänningar och möbelklädsel; en polyesterpoplin för ytterkläder.
På senare tid används poplin till skjortor gjorda av 65% bomull och 35% polyester. Skjortor gjorda av detta material är lätta att stryka och skrynklas inte så lätt.
Makopoplin är ett blandat tyg som består av en kombination av bomull och syntetfiber.
Den svenska Försvarsmaktens träningsställ benämns poplinställ bestående av blus och träningsbyxa i blå poplin med gula dragkedjor.